# 아라가야
안라국(安羅國), 통칭 아라가야(阿羅伽倻)는 경상남도 함안군에 있었던 가야 중 하나이다. 가락국 시조 수로왕(首露王)과 함께 구지봉에서 태어난 6명의 동자 중에서 셋째인 김아로(金阿露)가 건국했다.

## 이름
안라(安羅) 또는 안야(安邪)국이 스스로 사용한 이름으로 보인다. 독음(讀音)은 "아라"이고 그외에 아시량국(阿尸良國, 이두: 앗라) 으로도 전해졌다. 아나가야(阿那加耶), 아야가야(阿耶伽耶), 등 OO가야라고 불린 것은 고려시대 이후의 일이다.

## 역사

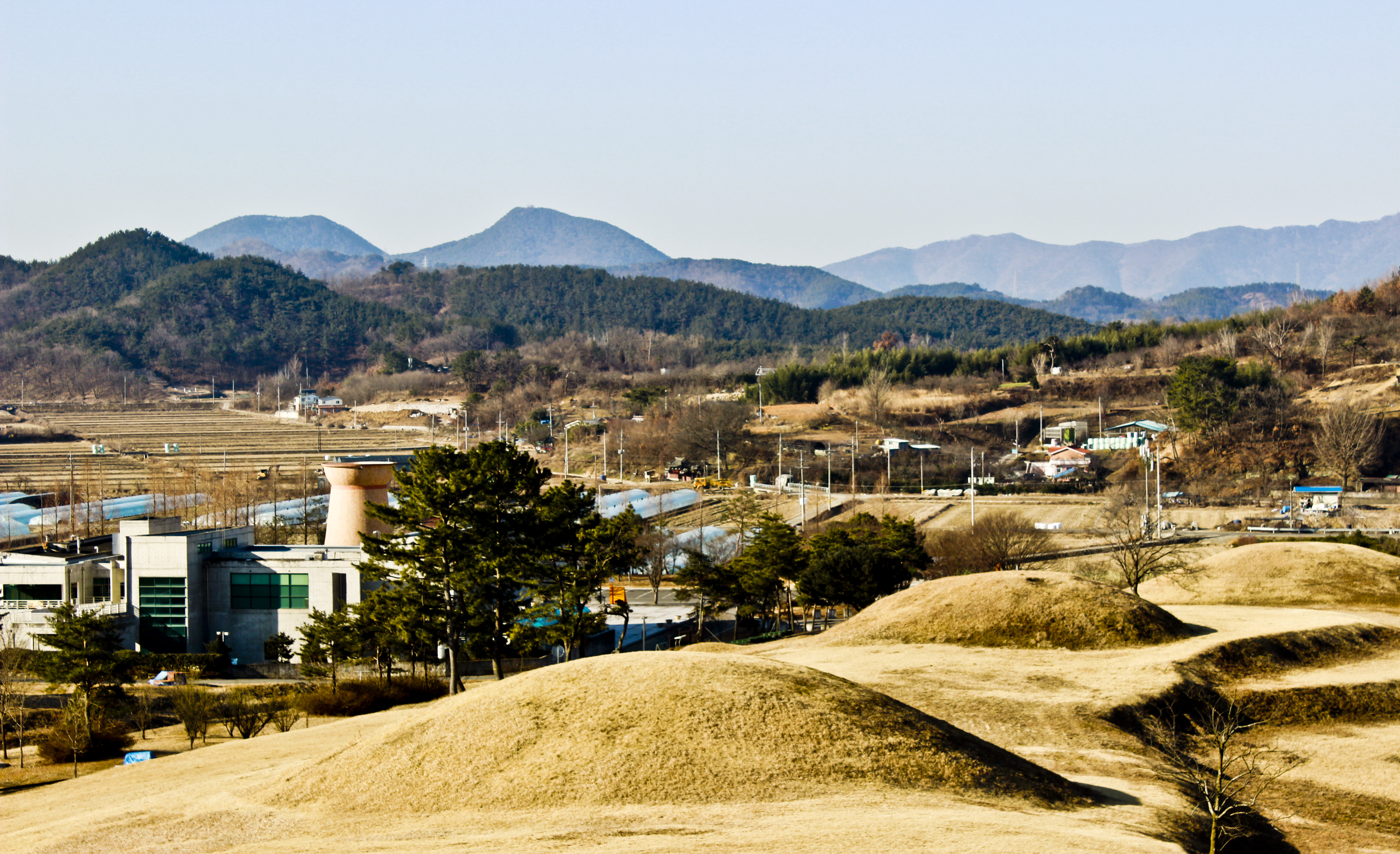
아라가야의 지배계급의 무덤인 함안 말이산 고분군

아라가야는 42년부터 561년까지, 519년 동안 지속되었던 나라다.

### 변한시대
안라국은 상당히 오래된 것으로 여겨진다. 후한서 건무(建武)20년(서기44년)조에 염사(廉斯)라는 나라이름이 나오는 바 이 염사국이 안라국일 거라는 설도 있다. 확인된 유적이나 유물로 미루어 이미 가야초기부터 변한지역의 주요 유력국으로 성장한 것으로 여겨진다.

### 전기 가야연맹과 후기 가야연맹
전기 가야연맹은 구야국을 중심으로 42년부터 400년까지 형성된 연합 집단이다. 209년 포상팔국이 쳐들어 오자 신라에 도움을 청하고 물계자 장군의 공으로 물리쳤다. 하지만 400년 가야 연맹이 신라를 침공했다가 신라의 구원요청을 받은 광개토왕의 고구려의 역습으로 패망하여 해체되고 후기 가야연맹- 대가야가 반파국을 중심으로 5세기 후반에 형성되었는데, 안라국은 대가야의 남부 중심세력으로 자리잡았다. 대가야가 신라에 굴욕적인 태도를 보이자 남가야는 대가야를 무시하고 안라국을 중심으로 자구책을 도모하게 되었다. 이때 안라국은 백제·신라·왜의 사신을 초청하여 회의를 열었지만 통합의 움직임은 실패로 돌아갔다. 이후 남하정책을 펴던 고구려는 백제의 한성을 함락시켜 한강 유역을 차지하게 되었다.

### 안라국의 멸망
529년 신라가 탁기탄을 멸망시키자 가야 소국들이 대가야를 불신하게 되었고, 북쪽은 대가야 중심, 아래는 아라가야 중심의 남북 이원체제로 바뀌게 된다. 아라가야는 안라회의를 열어 가야의 자립발전을 도모하나, 오히려 이 회의에서 백제와 신라는 다른 마음을 품고 531년 백제는 아라가야를 속국으로 만들었고, 532년 신라는 금관가야를 복속시킨다. 안라국은 540년에 가야의 중심세력이 되어 외교적으로 신라·백제와 접촉하면서 안전을 요구하였으나 백제 때문에 실패하였다. 이에 안라국은 고구려와 밀통하여 548년에 고구려·백제간의 독산성 전투를 유발하였으나, 이 전투에서 고구려가 패함으로써 안라국을 비롯한 가야지역은 다시 백제의 세력 하에 놓이게 되었다. 아라가야는 561년 2월에 신라에 항복하여 신라의 영토가 되었으며, 신라는 그 해 창녕 신라 진흥왕 척경비를 세우고, 왜를 대비하여 성을 쌓았다.

## 경제
안라국의 경제는 남강연안의 평야지대를 기반으로 풍부한 농업생산력이 1차 기반이 되었다. 가야연맹의 중심이자 당시 동아시아 해상무역의 허브였던 구야국의 배후에서 가야내륙의 교역을 중계하기도 하고 마산 진동일대를 영역하에 넣고 중국이나 일본등으로 직접 교역을 하기도 했던 모양이다. 공업은 군북일대에 직접 철광과 동광(銅鑛)을 운영하면서 제철산업을 발전시켰다.

## 역대 국왕
| 대수 | 제호           | 재위     | 비고                  |
| ---- | -------------- | -------- | --------------------- |
| 1    | 아로왕(阿露王) | 42년 ~ ? | 아라가야의 건국 시조. |
| 2    | 진덕왕(晉德王) | ? ~ ?    |                       |
| 3    | 순평왕(順平王) | ? ~ ?    |                       |

## 같이 보기
- 함안 말이산 고분군 (아라가야의 고분)
- 가야
  - 금관가야
  - 대가야
  - 아라가야
  - 소가야
  - 비화가야
  - 고령가야
  - 성산가야